# مانويل مينينديز
مانويل مينينديز (بالإسبانية: Manuel Menéndez) (و. 1793 – 1847 م) هو سياسي من بيرو ولد في ليما.